# تاتیانا لیوزنووا
تاتیانا میخائیلوونا لیوزنووا (روسی: Татья́на Миха́йловна Лио́знова؛ ۲۰ ژوئیهٔ ۱۹۲۴ – ۲۹ سپتامبر ۲۰۱۱) یک کارگردان فیلم و فیلم‌نامه‌نویس اهل اتحاد جماهیر شوروی سوسیالیستی بود.
ازجملهٔ آثار برجسته‌ای که او کارگردانی کرده‌است می‌توان به سریال تلویزیونی لحظات هفده‌گانه بهاری (۱۹۷۳) اشاره کرد.
وی همچنین برندهٔ جوایزی همچون جایزه هنرمند مردمی اتحاد جماهیر شوروی و هنرمند مردمی جمهوری شوروی فدراتیو سوسیالیستی روسیه شده‌است.